# Богоявленський монастир (Москва)
Богоявленський монастир (рос. Богоявленский монастырь) — колишній православний чоловічий  монастир в Москві, в Китай-городі (Богоявленський провулок).

## Історія
Богоявленський монастир традиційно вважався найдавнішим в Москві, на посаді; церковний переказ приписує його підставу родоначальнику московського княжого дому
Данилу. В цьому відношенні з ним змагається
Данилів монастир, але той в 1330 році був перенесений в Кремль до
Спасу на Бору, після чого не існував до 1560 року і, взагалі кажучи, перебував до XX століття за межами міста.
Церковні перекази оповідають, що одним з ігуменів Богоявленської обителі був Стефан, старший брат прп.
Сергія, ігумена Радонезького, і що майбутній митрополит
Олексій прийняв тут постриг і тривалий час трудився. Монастир мав велику вагу в житті середньовічної Москви, а його настоятель одним з перших став іменуватися архімандритом.
Перша кам'яна будівля монастиря, чотирьохстовпний Богоявленський собор, було збудовано на межі XIV і XV ст. з білого каменю. Собор сильно постраждав в 1451 році під час навали ординського царевича
Мазовши, коли згоріла більша частина московського посада.
Відновлений при
Василю II і трішки набудований при
Івані III (нова трапезна), монастир знову сильно постраждав в 1547 році під час
великого московского пожару. А в 1571 році Івану Грозному прийшлося відбудовувати Богоявленський монастир вже після
походу на Москву кримського хана Девлет-Ґерая.
В Смутний Час монастир знову зазнавав лиха (особливо він постраждав в 1611—1612 роках), і практично відразу після того як прийшов на престол новий цар
 — Михайло Федорович — починає відбудовувати обитель. У 1624 році був побудований новий кам'яний собор.

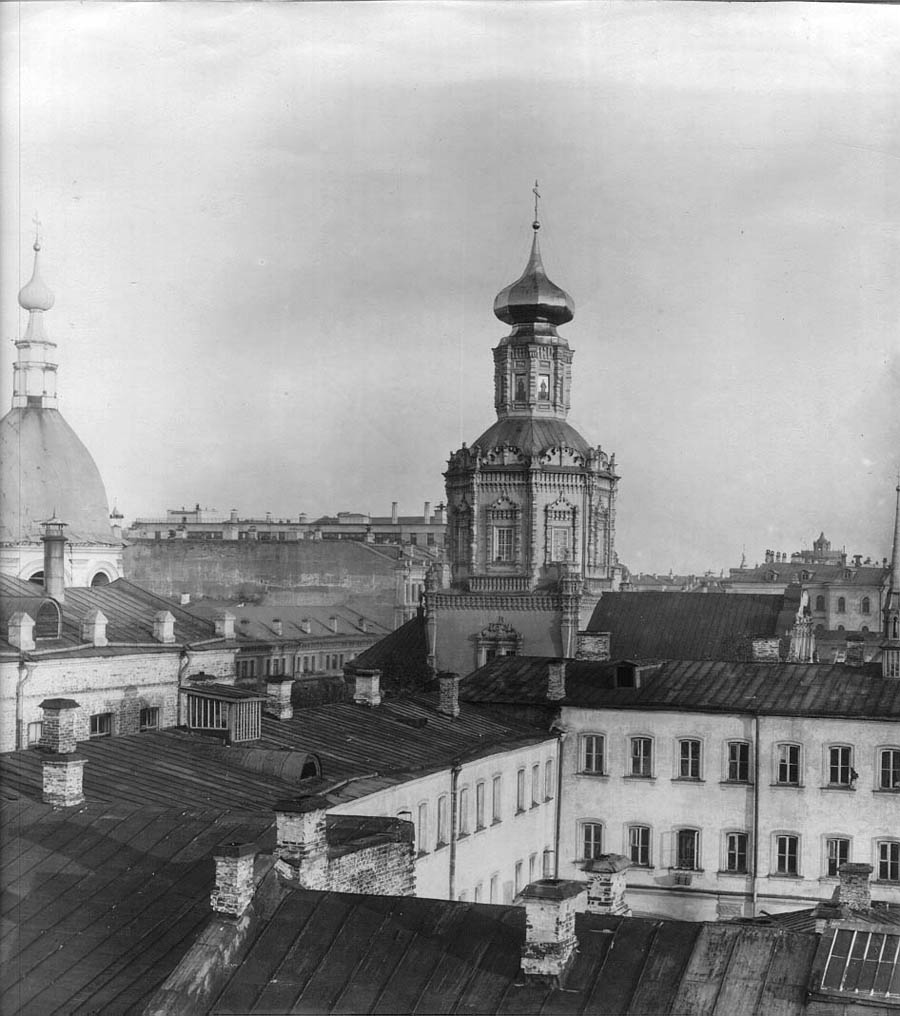
Старий вид на Шевалдишеве подвір'ї. Зліва видно монастирську дзвіницю.

В 1685 році в монастирі появилась заснована братами Іоанникієм та Софронієм Ліхуди школа, яка через пару років була об'єднана зі школою
Симеона Полоцького і переїхала в сусідній
Заіконоспаський монастир — так народилась Слов'яно-греко-латинська академія.
Після пожежі 1686 року було створено новий ансамбль Богоявленського монастиря в стилі «наришкінського бароко». Після завершення будівництва нових келій в 1692 році з благословення
патріарха Адріана почалося зведення і нового собору, яке збереглося до нашого часу. Будівельні роботи фінансували, серед інших жертводавців, цариця Наталія Кирилівна, сімейства князів
М. Ю. Долгорукова та М. А. Голіцина.

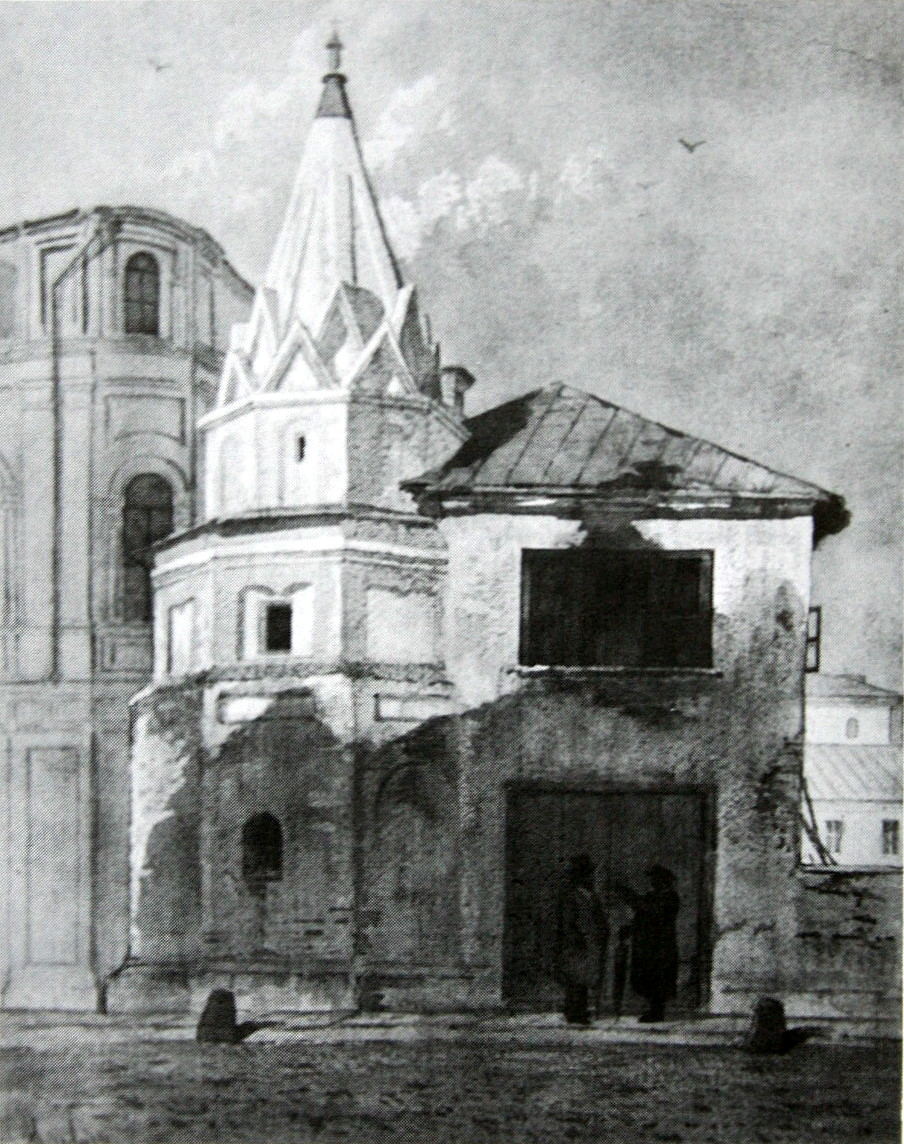
Богоявленський монастир Китай-города. Фортечна вежа огорожі XVII століття. Малюнок академіка Нісевіна. 1871 р

Нижня церква Богоявленського храму, присвячена Казанській іконі Божої Матері, була освячена Патріархом вже 29 грудня 1693, а верхня — на честь Богоявлення Господнього — 26 грудня 1696 року. У нижній  частини собору збереглася частина споруди 1624 року. Пізніше арки поклета були закладені. У 1697 році було освячено приділ на честь
митрополита Московського Олексія.

У 1737 році монастир знову серйозно постраждав від Троїцької пожежі. Монастирські будівлі були відновлені при архімандриті Герасимі, який до 1742 році побудував на додачу над другими воротами нову, надбрамну церкву Бориса і Гліба з дзвіницею. Обителі протегували багаті парафіяни, в першу чергу князі  Голіцини та Долгорукові. Їх щедрі внески дозволяли продовжувати будівельні роботи і облаштовувати нові прибудови.

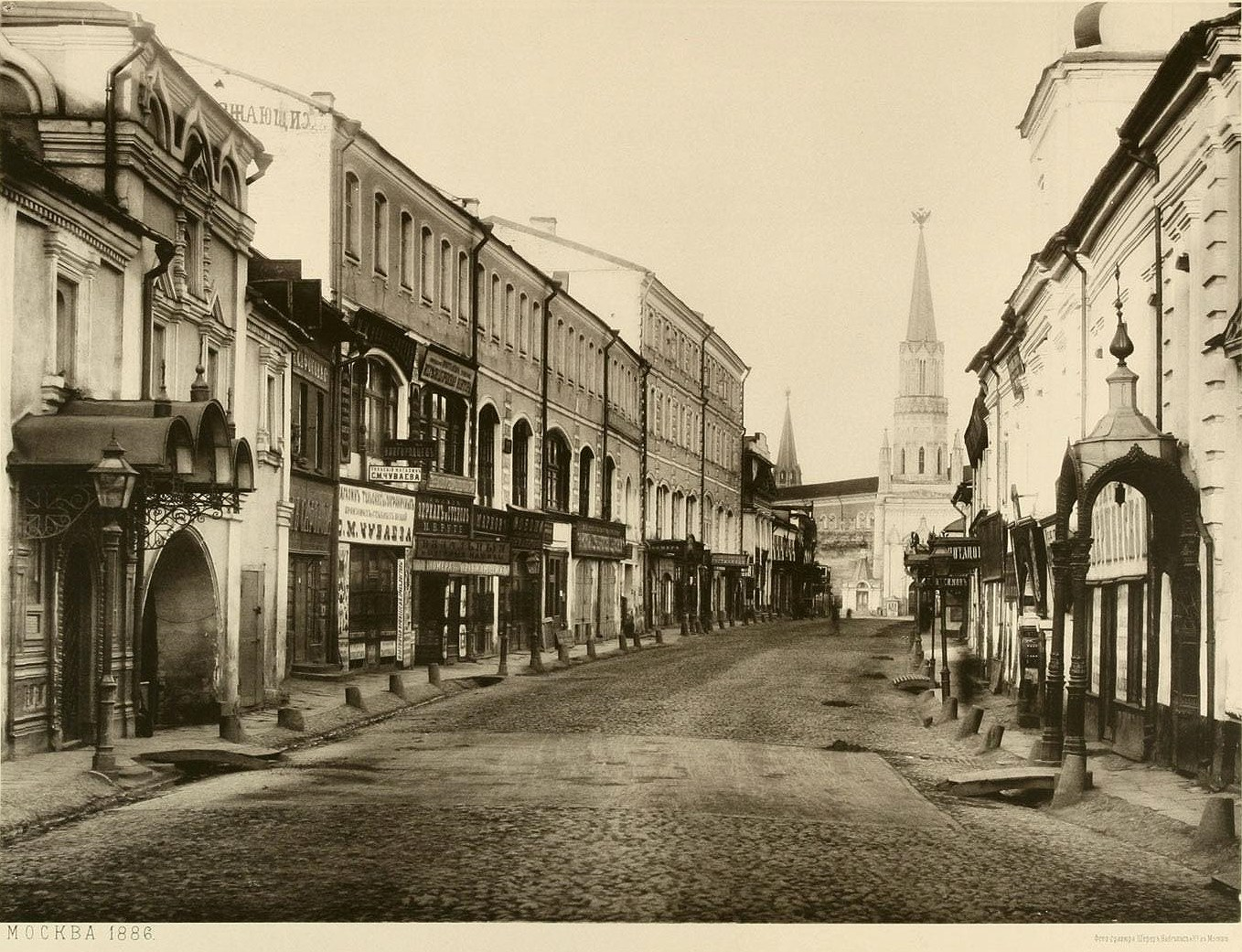
Надбрамна церква Різдва Іоанна Предтечі (зліва) Богоявленського монастиря. Нікольська вулиця. XVII століття.

У 1747 році собор отримав північний приділ в ім'я святого Георгія Побідоносця, а в 1754 році — південний в ім'я апостола Якова Алфєєва. Була прибудована і дзвіниця. У 1764 році всі монастирські землі були
секуляризовані. У 1782 році церква була відремонтована і розписана, а її нові частини прикрашені ліпниною.
У 1788 році монастир став місцеперебуванням вікарного єпископа Московської єпархії. З 1865 року ним керували єпископи — вікарії Московської митрополії. Особливо ж став процвітати монастир після 1866 року, коли з
Афонскої гори були привезені і поставлені в соборному храмі частки мощей мучеників
Пантелеймона, Трифона та інших, а також і чудотворна ікона Божої Матері, іменована
«Скоропослушниця».

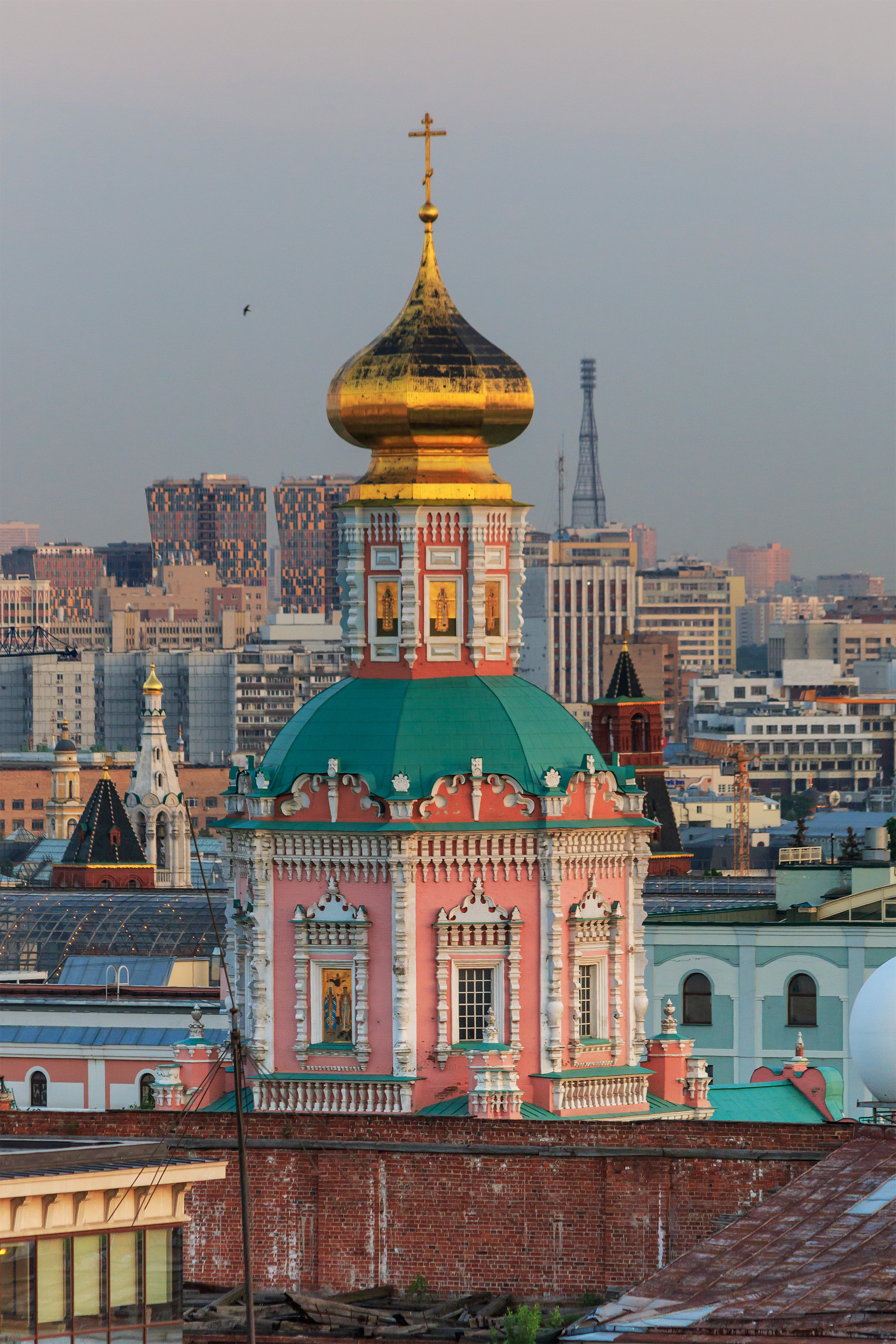
Башня Богоявленського храму, сучасний вигляд

У 1873 році в соборі був влаштований вівтар в ім'я святого Пантелеймона, а ще через 30 років до собору було прибудовано Феодосієвский приділ за проектом архітектора М. М. Благовіщенського. До обителі була приписана Афонская каплиця на Нікольській вулиці. 
У 1905-1906 роках монастирські влади, незважаючи на протести громадськості, знесли надбрамну церкву Різдва Іоанна Предтечі XVII століття, щоб побудувати на її місці прибутковий будинок (Микільська вулиця, будинок 6; архітектор М. М. Благовіщенський).
На початку 1920-х років монастир був закритий, дворянська усипальниця в нижньому храмі — розорена. Розібрані дзвіниця, вежа монастирської огорожі XVII століття, Олексієвська прибудова та інші споруди. Під час німецько-радянської війни підбитий німецький винищувач при падінні зніс голову храму, яка була відновлена лише в 1990-ті роки.

## Некрополь
До того, як в 1771 році була видана заборона ховати небіжчиків в містах, в нижній Казанській церкві встиг сформуватися аристократичний некрополь, який налічував близько 150 надгробків
. Художню цінність представляли пам'ятники над могилами генерал-фельдмаршала
М. М. Голіцина, його брата генерал-адмірала, генерал-аншефів Г. Д. Юсупова та А. А. Меншикова, сенатора А. Д. Голіцина. На могильних плитах помітні і інші прізвища — Шереметьєва, Салтикова, Долгорукова, Ромодановський, Рєпніни. Велика частина з пам'ятників XVIII століття — пристінні надгробки в стилі бароко, виконані в площинний манері. Хитромудрі композиції включали в себе стрічки, гірлянди, букети, складні драпірування тканин і фігури-уособлення. У дореволюційних виданнях їх приписували провідним французьким майстрам, навіть Гудону. У 1930-ті роки поховання були розграбовані. Лише найбільш цінні для істориків пам'ятники були перевезені (з втратами) в Донський монастир (як, наприклад, надгробок боярина Федора Бяконта XIV століття — це надгробок було встановлено на місці зношеного на початку XIX століття. Але навіть і збереглася монументальна скульптура нині закрита для огляду, будучи «повалена» в безладді в підвалах музею ім. Щусєва на Воздвиженці.

## Сучасність

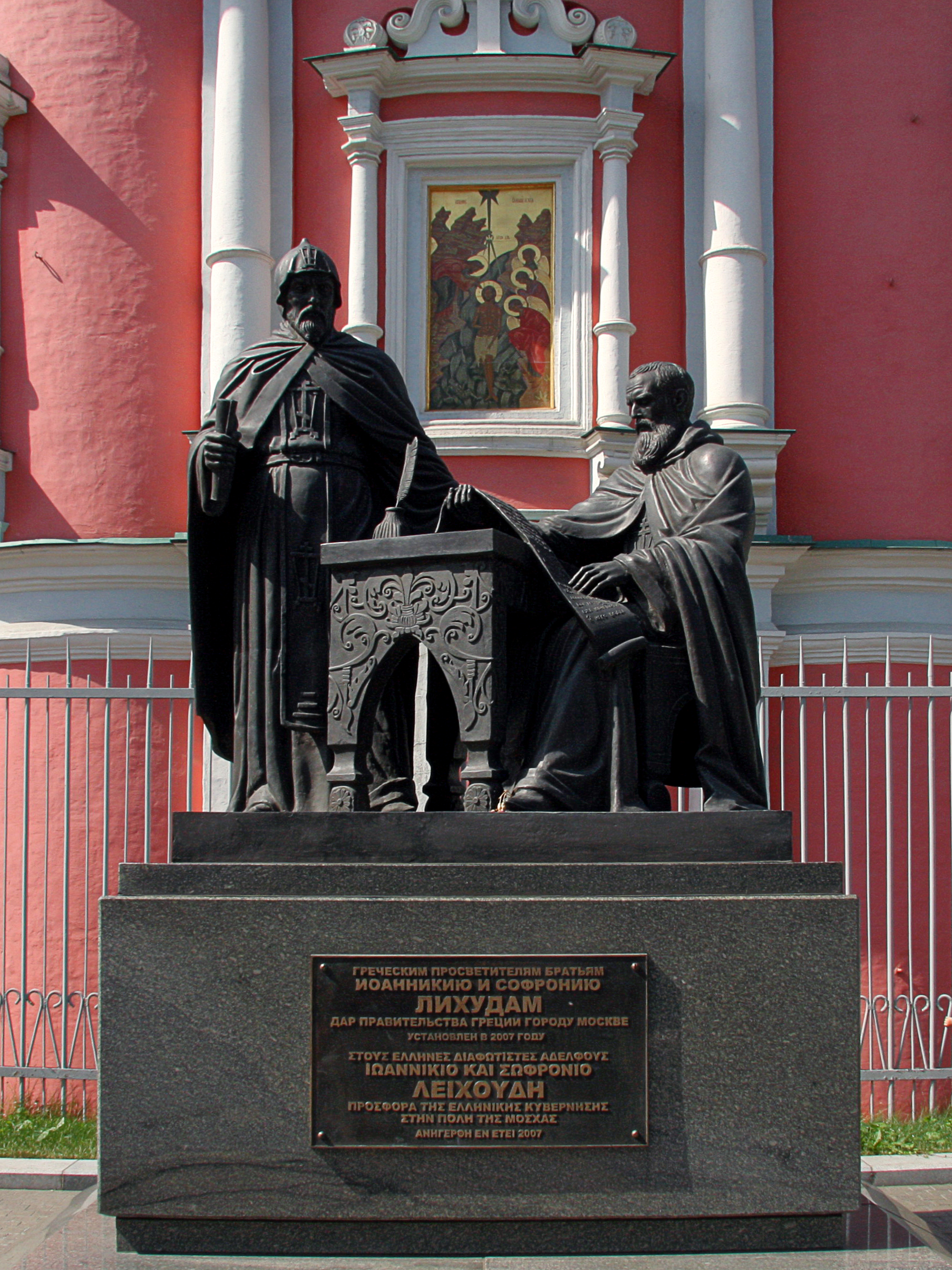
Пам'ятник братам Ліхудам у Богоявленського собору

Від монастирського ансамблю збереглося небагато — двоповерховий собор Богоявлення 1693-96 рр. споруди, ігуменський і братський корпуси. У порівнянні з XVIII століттям його територія скоротилася на три чверті. 
Собор був переданий Московській Патріархії в травні 1991 року, до кінця року в ньому відновилися богослужіння. В ході тривалої реставрації собору був повернений колишній вигляд. Олексієвський приділ, до невпізнання перебудований в XIX столітті, а потім знесений, відтворений в тому вигляді, який він, за гіпотезою реставраторів, міг бути спочатку. 
Поруч з собором 31 травня 2007 року було встановлено бронзовий пам'ятник ченцям-просвітителям братам Ліхудам. Гроші на пам'ятник виділив уряд Греції.